# Mookane
Mookane is een dorp in het district Central in Botswana. De plaats telt 2983 inwoners (2011).